# Grafschaft Schwerin
Die Grafschaft Schwerin wurde 1161 errichtet, nachdem Heinrich der Löwe die wendische Burg Schwerin 1160 erobert hatte. Er übergab das Gebiet seinem Gefolgsmann Gunzelin von Hagen (am Elm), der hier seine Herrschaft in den nächsten Jahren festigte. Die Gebiete Wittenburg und Boizenburg kamen aus der ehemaligen Grafschaft Ratzeburg als dänische Lehen im Jahr 1203 oder 1204 hinzu.
Im Jahr 1208 griff der dänische König Waldemar II. in Streitigkeiten zwischen den Grafen und einem ihrer Lehnsmänner ein und vertrieb die beiden Grafen aus ihrem Besitz und regierte zwischen 1208 und 1214 die Grafschaft. Erst 1214 konnten sie, nach Leistung des Lehnseides gegenüber König Waldemar II. von Dänemark, wieder zurückkehren. Zudem wurde die Tochter von Gunzelin II., Ida (Oda), mit dem unehelichen Sohn Waldemars, dem Grafen Niels (Nikolaus) von Halland, verheiratet, mit Gunzelins halben Grafschaft Schwerin als Mitgift. Niels (Nikolaus) von Halland war bis zu seinem Tod 1221 auf dem Kreuzzug von Damiette Mitregent in der Grafschaft.
Waldemar II. trat danach als Vormund seines minderjährigen Enkels Nikolaus von Halland-Schwerin auf, bestimmte seinen Neffen Graf Albrecht II. , aus dem askanischen Zweig Weimar-Orlamünde, zum Statthalter und nahm durch ihn das „halbe Amt“ Schwerin, wie in einer Urkunde vom 28. Februar 1221 bestätigt, in Besitz. 
Als Heinrich I. im folgenden Jahr vom Kreuzzug zurückkehrte und Verhandlungen mit dem König nichts bewirkten, fasste er einen Entschluss, der weitgehende Folgen für die politischen Verhältnisse im Norden des Reiches und für Dänemark haben sollte.
In der Nacht vom 6. zum 7. Mai 1223 entführte er Waldemar II. und dessen Sohn von der dänischen Insel Lyø, wo diese unbewacht von der Jagd ausgeruht hatten. Per Schiff gelangte er mit seinen Gefangenen an die deutsche Küste. Da Schwerin von den Dänen besetzt war, wurden Waldemar und sein Sohn zuerst in Lenzen in der Mark Brandenburg und bald darauf in der Burg Dannenberg versteckt. Nach der Rückeroberung der Grafschaft Schwerin 1225 wurden die beiden schließlich in der Schweriner Burg festgehalten.
Für die Freilassung stellte Heinrich hohe Forderungen, von denen er sich weder durch Drohungen Dänemarks noch des Papstes Honorius III. abbringen ließ. Heinrich fand Unterstützung bei Heinrich Borwin II. von Mecklenburg, dem Grafen Adolf IV. von Holstein und dem Erzbischof Gebhard II. von Bremen. Da Waldemar nicht auf Heinrichs Forderungen einging, spitzte sich die Lage zu und es kam schließlich im Januar 1225 zur Schlacht bei Mölln. Die Dänen wurden geschlagen, und Albrecht II. von Orlamünde wurde wie sein König Gefangener Heinrichs von Schwerin.
Waldemar willigte schließlich in die Forderungen Heinrichs ein, zu denen auch noch die seiner Bundesgenossen kamen. Im November 1225 wurde nach dem Vertrag von Bardowick die gesamte Grafschaft wieder allein von Heinrich I. regiert.
Im Jahr 1227 wurde die Grafschaft Schwerin erneut ein sächsisches Lehen unter dem sächsischen Herzog Albrecht I. nach der Schlacht von Schlacht bei Bornhöved. Drei Jahre später regelte ein Vertrag die Grenzlinie zum benachbarten Mecklenburg.
Die ältere Linie der Familie der Grafen von Schwerin starb 1344 aus, die jüngere Linie in Wittenburg blieb 1357 ebenfalls ohne direkte männliche Erben. Der Versuch des nach Tecklenburg verheirateten jüngeren Bruders (Nikolaus I. Graf von Tecklenburg) des letzten Grafen Otto I., den Familienbesitz zu erhalten, scheiterte 1358, als der Druck der Herzöge von Mecklenburg zu groß wurde. Er verkaufte die Grafschaft an die Nachbarn und die Grafschaft Schwerin zählte fortan bis zum Ende der Monarchie zu den Hauptbesitzungen der mecklenburgischen (Groß-)Herzöge, die nunmehr auch als Grafen zu Schwerin titelten.
Die mittelalterlichen Grafen von Schwerin sind nicht stammesverwandt mit dem mecklenburgischen Adelsgeschlecht Schwerin, das erstmals am 11. September 1700 in den Grafenstand erhoben wurden.

## Liste der Grafen zu Schwerin

### Haus Schwerin

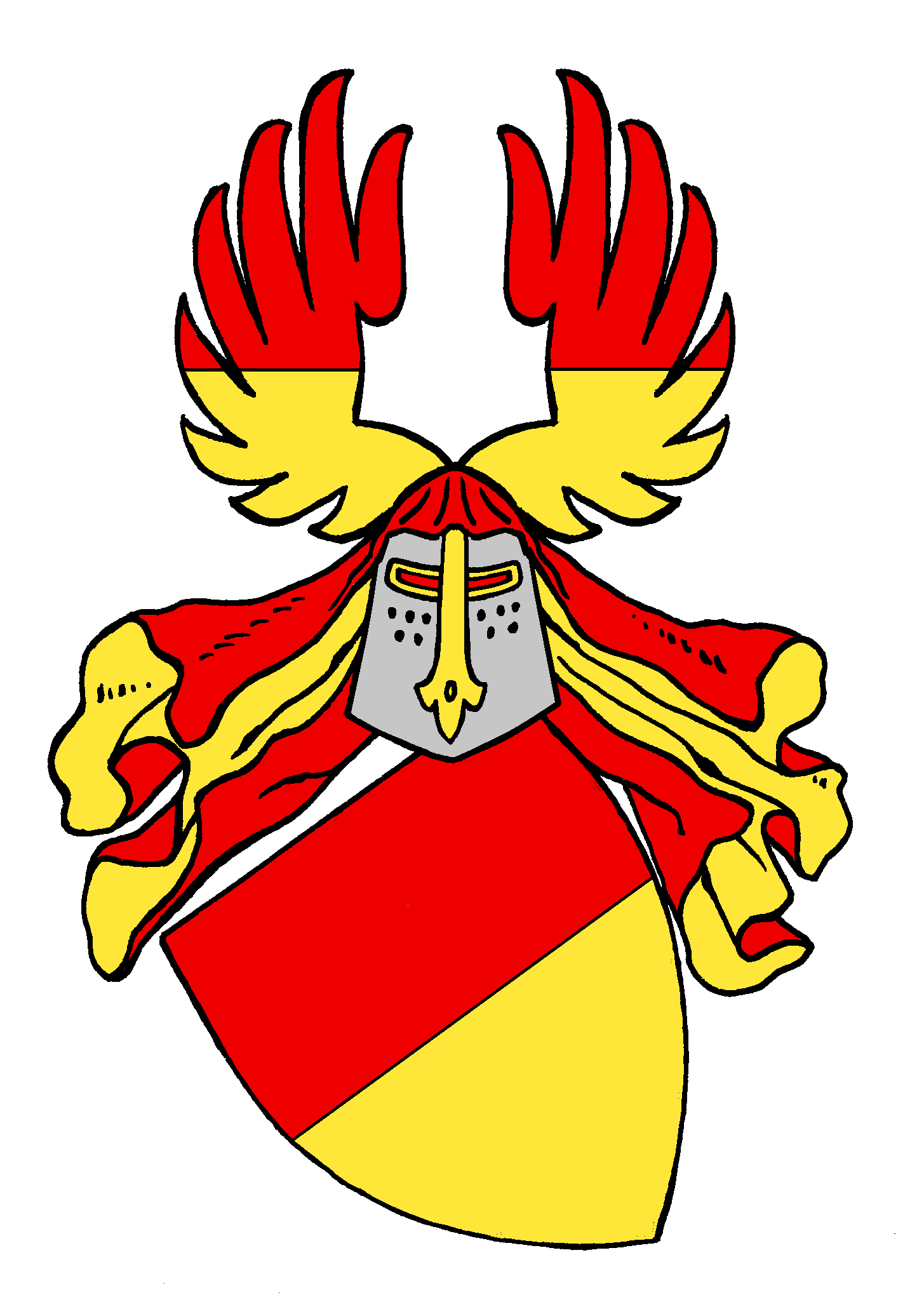
Stammwappen der Grafen von Schwerin mit der ursprünglichen Helmzier …

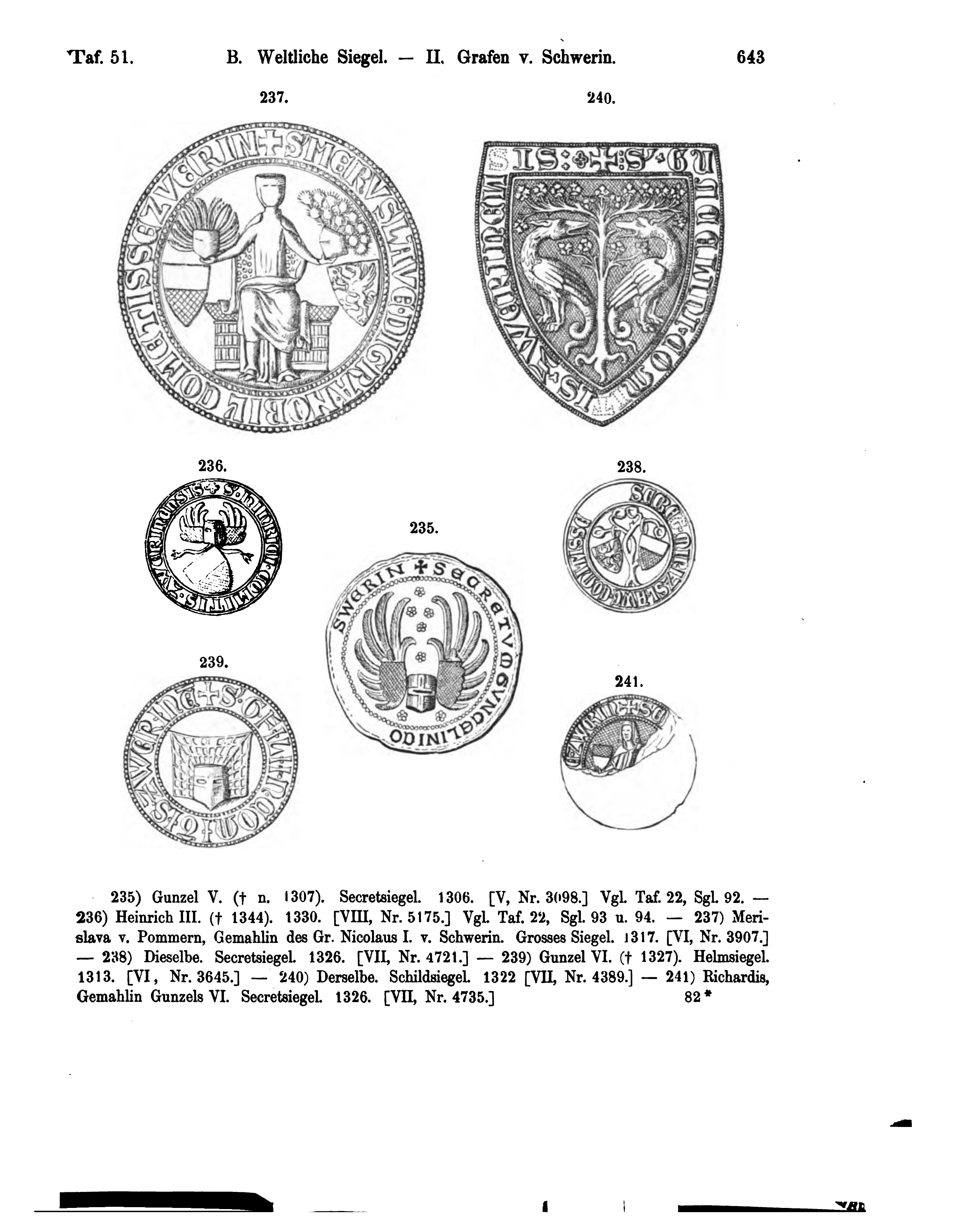
… wie sie bereits um 1300 in einem Siegel Graf Heinrichs III. von Schwerin erscheint.

- 1167–1185: Gunzelin (Günzel) I. von Hagen († 1185)
- 1185–1194: Helmold I. († vor 1206), dessen Sohn
- 1195–1220: Gunzelin II. († nach 1220), dessen Bruder
- 1200–1228: Heinrich I., der Schwarze († 1228), dessen Bruder
- 1228–1274: Gunzelin III. († 1274), dessen Sohn
- 1262–1296: Helmold III.(II.) († 1296), dessen Sohn
- 1296–1307: Gunzelin V. († nach 1307), dessen Sohn
- 1296–1344: Heinrich III. († 1344), dessen Halbbruder
- 1344–1356: Otto I. († 1357), dessen Großneffe
- 1356–1358: Nikolaus I. († nach 1367), dessen Bruder

### Haus Mecklenburg
- 1358–1379: Albrecht II.
- Nachfolger siehe Liste der mecklenburgischen Herzöge und Großherzöge

## Stammliste des Hauses Schwerin
1. Gunzelin (Günzel) I. von Hagen († 1185), 1167–1185 Graf zu Schwerin
  1. Helmold I. († vor 1206),  Graf zu Schwerin 1185–1194
  2. Hermann, Bischof von Schwerin, Dompropst in Hamburg
  3. Gunzelin II. († 1220/1221), 1195–1220 Graf zu Schwerin
    1. Oda; † nach 1283, ⚭ 1217 Nikolaus (Niels) von Halland, uneheliger Sohn Waldemar II. von Dänemark
      1. Niels von Halland-Schwerin

  4. Heinrich I., der Schwarze († 1228), 1200–1228 Graf zu Schwerin, ⚭ Audacia († 1270 oder 1287)
    1. Gunzelin III. († 1274), 1228–1274 Graf zu Schwerin, ⚭ Margarete von Mecklenburg († nach 18. August 1267), Tochter von Heinrich Borwin II.
      1. Helmold III.(II.) († 1296?), 1262–1295 Graf zu Schwerin, ⚭ I) (N.N.), Gräfin von Dannenberg; II) Mechthild; ⚭ III) Margarete von Schleswig († um 1315)
        1. I) Gunzelin V. († nach 1307), 1296–1307 Graf zu Schwerin
        2. III) Heinrich III. († 1344), 1296–1344 Graf zu Schwerin

      2. Gunzelin (IV.) († nach 1283), Domherr zu Schwerin (1273–1283)
      3. Heinrich II. († vor 1267)
      4. Johannes († nach 1300), 1294–1300 Erzbischof von Riga
      5. Nikolaus I. († 1323), Graf zu Wittenburg, Boizenburg und Crivitz mit Silesen; → Nachkommen siehe unten, Linie Wittenburg
      6. Mechtild von Schwerin; verh. mit Abel (II.) von Dänemark (Abel II. von Schleswig)

    2. Helmold (II.) († vor 1228)

  5. Friedrich (I.) († 1240), 1238–1240 Bischof von Schwerin

### Linie Wittenburg

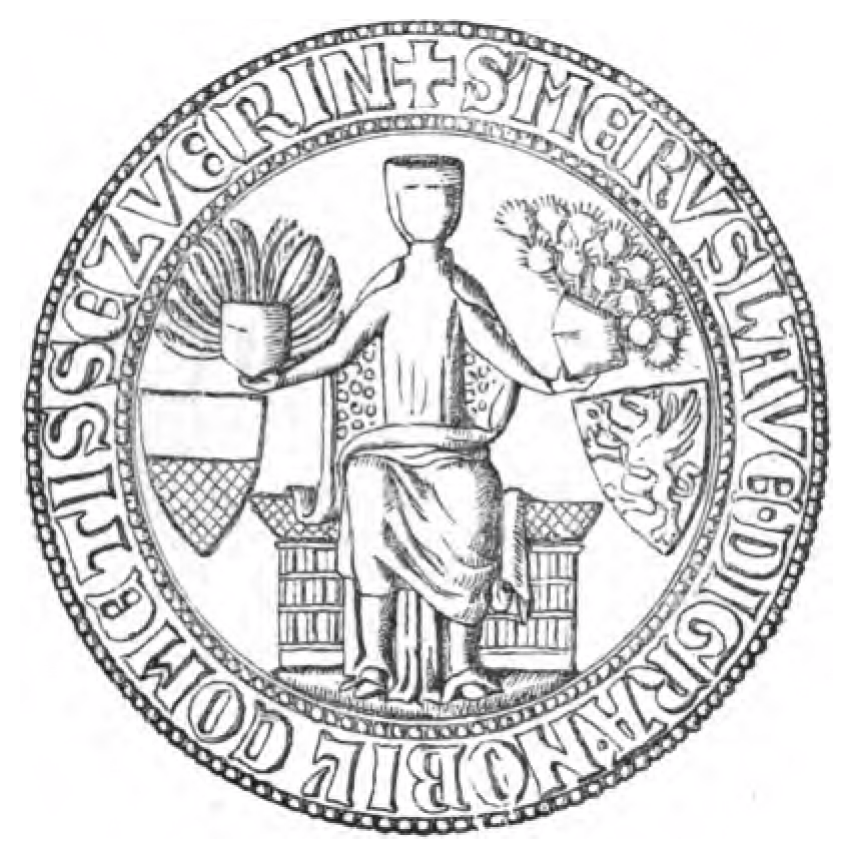
Großes Siegel der Merislava (Miroslawa) geborene von Pommern, Gemahlin des Grafen Nikolaus I. von Schwerin, mit angeheiratetem und väterlichem Wappen, 1317

1. Nikolaus I. († 1323), Graf zu Schwerin [-Wittenburg, Boizenburg und Crivitz mit Silesen], ⚭ I) Elisabeth, Tochter von  Johann I. von Holstein-Kiel; ⚭ II)  Miroslawa, Tochter Barnims I. von Pommern-Stettin; → Vorfahren siehe oben
  1. I) Gunzelin VI. († 1327 oder nach 23. April 1338), 1323–1327 Graf zu Schwerin [-Wittenburg], ⚭ Richardis (Rixe) von Tecklenburg, Tochter Ottos VII. von Tecklenburg
    1. Otto I. († 1356), Graf zu Schwerin[-Wittenburg] 1328, Graf zu Schwerin 1344–1356, ⚭ Mechthild von Werle[-Goldberg], Tochter von Johann III. zu Werle[-Goldberg] und Mechtild von Pommern
      1. NN
      2. Richardis † 1377, ⚭ 1359 Albrechts III.; † 1. März 1412, König von Schweden, Herzog von Mecklenburg

    2. Nikolaus (III.) († nach 1367), 1356–1358 Graf von Tecklenburg
      1. Otto VI./II., Graf von Tecklenburg; → Nachkommen siehe Linie Tecklenburg-Schwerin

    3. Mechthild († nach 1378), ⚭ Graf Henning von Gützkow
    4. Beate († vor 1340), ⚭ Herzog Albrecht IV. von Sachsen-Lauenburg
    5. Rixe († vor 1386), ⚭ Herzog Waldemar V. von Schleswig

  2. I) Audacia, Äbtissin im Kloster Zarrentin
  3. I) Kunigunde, Nonne im Kloster Zarrentin
  4. I) Agnes, Nonne im Kloster Zarrentin
  5. I) Nikolaus II. († 1349/1350), 1345–1349 Graf zu Schwerin[-Wittenburg], 1323 Graf zu Schwerin[-Boizenburg und Crivitz]
  6. II) Barnim
  7. II) Mechthild, Nonne im Zisterzienserinnenkloster Stettin
  8. II) Beatrix, Nonne im Zisterzienserinnenkloster Stettin
  9. II) Anastasia, ⚭ I) Herzog Waldemar IV. von Süd-Jütland zu Schleswig († 1312); ⚭ II) Graf Gerhard IV. von Holstein-Plön

## Wappen
Das Stammwappen der alten Grafen von Schwerin war von Rot und Gold geteilt. Auf dem Helm mit rot-goldenen Decken seit um 1300 ein wie der Schild bezeichneter, offener Flug.
Die Herzöge von Mecklenburg nahmen, als Rechtsnachfolger der Schweriner Grafen, deren Wappen in dem ihren auf, und auch die Helmzier auf einem eigens reservierten Helm. Im Jahr 1530 ließ nämlich Herzog Heinrich der Friedfertige den von dem fürstlichen Rat Marschalk Thurius entworfenen, über alle Gebühr ausschweifenden fürstlichen Stammbaum von dem bekannten Heraldiker und sogenannten Wappenkönig Georg Rixner durch gemalte Wappen illustrieren. In diesem Werk befindet sich auch schon das vollständige fünffeldrige Wappen mit drei Helmen. Es ist also sehr wahrscheinlich, dass es auf Empfehlung Rixners eingeführt wurde. Dabei kam es aber zu einer farblichen Vertauschung mit der zu der Herrschaft Rostock gehörigen Helmzier -zwei Büffelhörnern- so dass wohl seit jener Zeit irrtümlich golden-rote Büffelhörner für die ursprüngliche Helmzier der Grafschaft Schwerin gehalten wurden. Auch die Felder in diesem Wappen von 1530 sind so gemalt, wie sie Jahrhunderte hindurch geblieben sind: bei Rixner haben die Stierköpfe rote Kronen, der mecklenburgische Stierkopf einen Nasenring, der stargardische Arm einen Ärmel.